# D mol
D-Moll ("D minor") é um grupo vocal montenegrino que representará seu país no Festival Eurovisão da Canção de 2019 em Tel Aviv.
Eles foram selecionados para representar o Montenegro no concurso de 2019, depois de ganhar a seleção nacional do país, Montevizija. Eles farão a sua entrada, " Heaven ", na primeira metade da primeira semi-final em Tel Aviv.